# Landestalsperrenverwaltung Sachsen

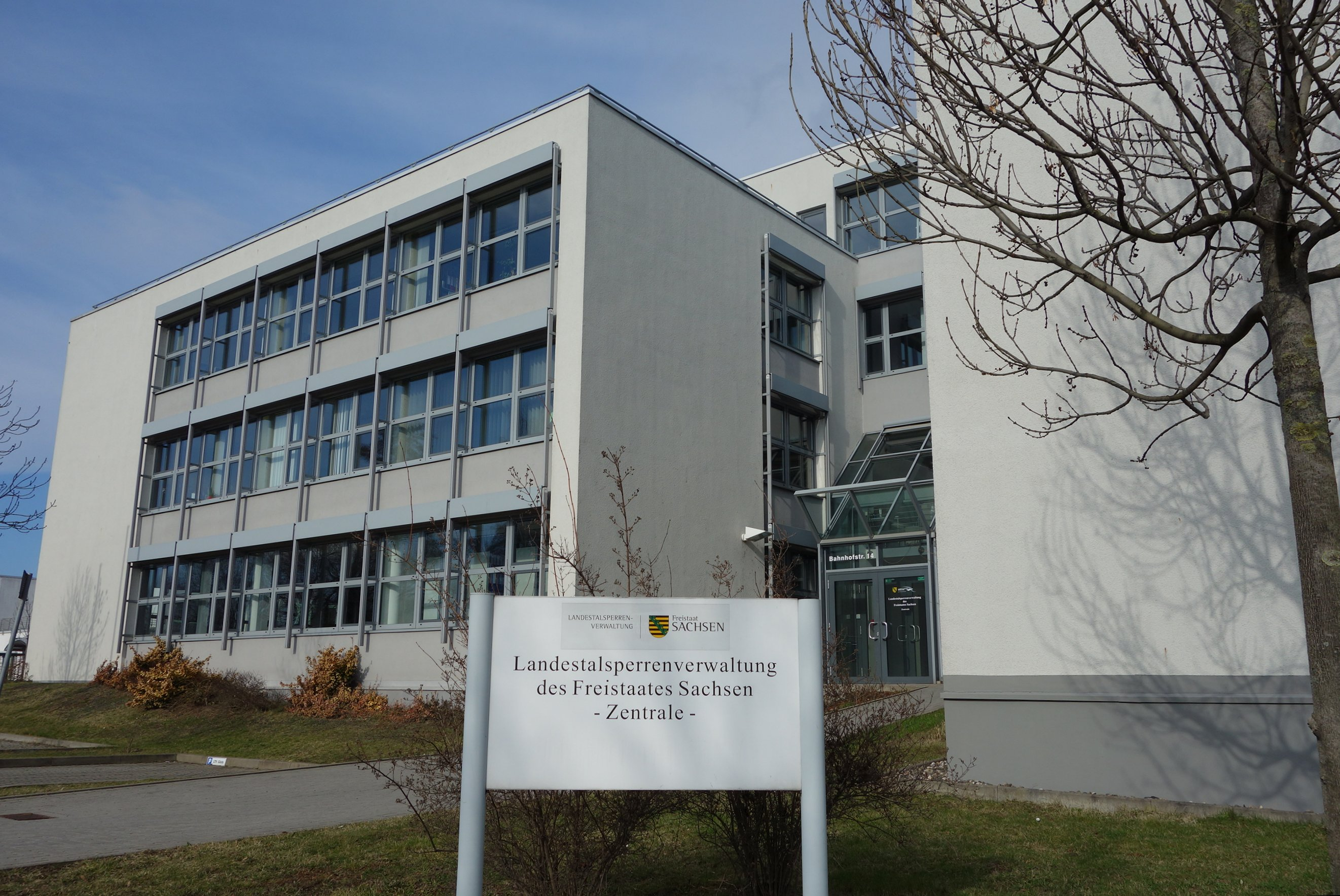
Landestalsperrenverwaltung in Pirna

Die Landestalsperrenverwaltung Sachsen (LTV) ist ein Staatsbetrieb und eine Behörde des Sächsische Staatsministerium für Energie, Klimaschutz, Umwelt und Landwirtschaft mit Sitz in Pirna (gegründet 1992). Sie untergliedert sich in die Betriebe:
- Oberes Elbtal
- Freiberger Mulde / Zschopau
- Zwickauer Mulde / Obere Weiße Elster
- Elbaue / Mulde / Untere Weiße Elster
- Spree / Neiße

Sie beschäftigte 2012 840 Mitarbeiter (siehe Geschäftsbericht 2012), 2015 857 Mitarbeiter (siehe Geschäftsbericht 2015) und 2023 872 Mitarbeiter (siehe Geschäftsbericht 2023).

## Aufgaben
Ihre Aufgaben bestehen im Betreiben, der Bewirtschaftung und der Verwaltung der Stauanlagen im Freistaat Sachsen zur Bereitstellung von Rohwasser für die Trink- und Brauchwasserversorgung, zum Hochwasserschutz und zur Niedrigwasseraufhöhung. Weiterhin ist die Landestalsperrenverwaltung verantwortlich für die Unterhaltung und Ausbau der Gewässer I. Ordnung und der Grenzgewässer. Gegründet wurde die Landestalsperrenverwaltung 1992. Insgesamt bewirtschaftet die Verwaltung 140 Talsperren und Speicher mit einem Gesamtstauraum von etwa 550 Millionen m3 (Trinkwasser: 150 Mio., Brauchwasser: 200 Mio., Hochwasserraum: 200 Mio.), etwa 3.000 km Fließgewässer I. Ordnung und Grenzgewässer mit Wehren, Wasserbauten und etwa 650 km Hochwasserschutzdeiche.
Die Landestalsperrenverwaltung ist für das ganze Bundesland Sachsen zuständig.
Die LTV betreibt die folgenden Stauanlagen:

### Talsperrenund Speicher
| - Speicher Altenberg - Talsperre Amselbach - Talsperre Bautzen - Talsperre Carlsfeld - Talsperre Cranzahl - Dittmannsdorfer Teich (Revierwasserlaufanstalt Freiberg) - Talsperre Döllnitzsee - Dörnthaler Teich (Revierwasserlaufanstalt Freiberg) - Talsperre Dröda - Talsperre Eibenstock - Talsperre Einsiedel - Erzengler Teich (Revierwasserlaufanstalt Freiberg) - Talsperre Falkenstein - Vorsperre Forchheim - Großer Galgenteich - Talsperre Gottleuba - Hüttenteich (Revierwasserlaufanstalt Freiberg) - Talsperre Kauscha | - Talsperre Klingenberg - Talsperre Klingerbach - Talsperre Koberbach - Konstantinteich (Revierwasserlaufanstalt Freiberg) - Talsperre Lehnmühle - Talsperre Lichtenberg - Talsperre Malter - Mittlerer Großhartmannsdorfer Teich (Revierwasserlaufanstalt Freiberg) - Talsperre Muldenberg - Talsperre Nauleis - Talsperre Neunzehnhain I - Talsperre Neunzehnhain II - Oberer Großhartmannsdorfer Teich (Revierwasserlaufanstalt Freiberg) - Obersaidaer Teich (Revierwasserlaufanstalt Freiberg) - Talsperre Pirk - Talsperre Pöhl - Talsperre Quitzdorf | - Speicher Radeburg I - Speicher Radeburg II (Großteich) - Talsperre Rauschenbach - Vorbecken Rähmerbach - Stausee Rötha - Rothbächer Teich (Revierwasserlaufanstalt Freiberg) - Talsperre Saidenbach - Talsperre Schömbach - Vorsperre Schönheiderhammer - Talsperre Sosa - Speicher Staucha - Talsperre Stollberg - Talsperre Trossin - Unterer Großhartmannsdorfer Teich (Revierwasserlaufanstalt Freiberg) - Talsperre Wallroda - Talsperre Werda (auch Talsperre Geigenbach) - Talsperre Windischleuba - Talsperre Wolfersgrün |

### Tagebaurestseen
| - Speicherbecken Borna - Speicher Knappenrode | - Speicherbecken Lobstädt - Speicherbecken Lohsa I (Silbersee) | - Speicherbecken Witznitz |

### Hochwasserrückhaltebecken
| - Rückhaltebecken Amselgrundbach - Rückhaltebecken Baderitz-Lüttewitz - Rückhaltebecken Buschbach - Rückhaltebecken Friedrichswalde-Ottendorf - Rückhaltebecken Glashütte - Rückhaltebecken Göda - Rückhaltebecken Karlsdorf - Rückhaltebecken Kiebitz-Obersteina | - Rückhaltebecken Lauenstein - Rückhaltebecken Liebstadt - Rückhaltebecken Mochau - Rückhaltebecken Mordgrundbach - Rückhaltebecken Neuwürschnitz - Rückhaltebecken Noschkowitz - Rückhaltebecken Oberlungwitz - Rückhaltebecken Regis-Serbitz | - Rückhaltebecken Reinhardtsgrimma - Rückhaltebecken Rennersdorf - Rückhaltebecken Schmölln - Rückhaltebecken Schrebitz - Rückhaltebecken Stöhna - Rückhaltebecken Zschochau |